# Marco Fabio Licino
Marco Fabio Licino  (in latino: Marcus Fabius Licinus; fl. III secolo a.C.) è stato un politico e militare romano.

## Biografia
Probabilmente era figlio di Gaio Fabio Dorso Licino, console nel 273 a.C.; Licino fu a sua volta eletto console con Manio Otacilio Crasso nel 246 a.C., durante la prima guerra punica. Entrambi i consoli furono impegnati in Sicilia con l'esercito romano, tanto che fu necessario nominare Tiberio Coruncanio come dittatore per presiedere le elezioni consolari.
Nonostante il lungo impegno in Sicilia, non sono registrati scontri di rilievo contro l'esercito Cartaginese, come era già successo ai consoli dell'anno precedente, così come a quelli dell'anno successivo .